# تصنيف بطولة أمم أوروبا 2012
تقدم هذه الصفحة معلومات عن تصنيف نهائيات بطولة أمم أوروبا 2012 لقرعة دور المجموعات. يتم إعطاء كل فريق معملات تستند على نتائجهم في مراحل التصفيات ونهائيات كأس العالم لكرة القدم 2010 وكأس الأمم الأوروبية 2008، ومرحلة تصفيات كأس الأمم الأوروبية 2012.
بالعودة إلى النظام الذي استخدم في يورو 92، يورو 96 ويورو 2008 تقام مباريات كل مجموعة على ملعبين فقط. كما كان الحال في نهائيات 2004 و 2008، سيتم تقسيم المتأهلين الستة عشر إلى أربع فئات بالتصنيف، مرتبة حسب معاملهم في الاتحاد الأوروبي لكرة القدم، مع أن تحتوي كل من المجموعات الأربع على فريق واحد من كل فئة. وقد صنفا بولندا وأوكرانيا أولا تلقئايا بصفتهم البلدين المضيفين.

## التصنيف
| الفئة 1   | الفئة 1         | الفئة 1 |
| المنتخب   | المعامل الاوربي | المركز  |
| --------- | --------------- | ------- |
| أوكرانيا1 | 28,029          | 15      |
| بولندا1   | 23,806          | 28      |
| إسبانيا2  | 43,116          | 1       |
| هولندا    | 40,860          | 2       |

| الفئة 2 | الفئة 2         | الفئة 2 |
| المنتخب | المعامل الاوربي | المركز  |
| ------- | --------------- | ------- |
| ألمانيا | 40,446          | 3       |
| إيطاليا | 34,357          | 4       |
| إنجلترا | 33,563          | 5       |
| روسيا   | 33,212          | 6       |

| الفئة 3  | الفئة 3         | الفئة 3 |
| المنتخب  | المعامل الاوربي | المركز  |
| -------- | --------------- | ------- |
| كرواتيا  | 33,003          | 7       |
| اليونان  | 32,455          | 8       |
| البرتغال | 31,717          | 9       |
| السويد   | 31,675          | 10      |

| الفئة 4         | الفئة 4         | الفئة 4 |
| المنتخب         | المعامل الاوربي | المركز  |
| --------------- | --------------- | ------- |
| الدنمارك        | 31,205          | 11      |
| فرنسا           | 30,508          | 12      |
| جمهورية التشيك  | 29,602          | 13      |
| جمهورية أيرلندا | 28,576          | 14      |

1 الدول المستضيفة تصنف تلقائيا في الفئة 1.
2 حامل اللقب يصنف تلقائيا في الفئة 1.

## وصلات خارجية
- موقع الاتحاد الأوروبي لكرة القدم